# Skigebiet Hesselbach

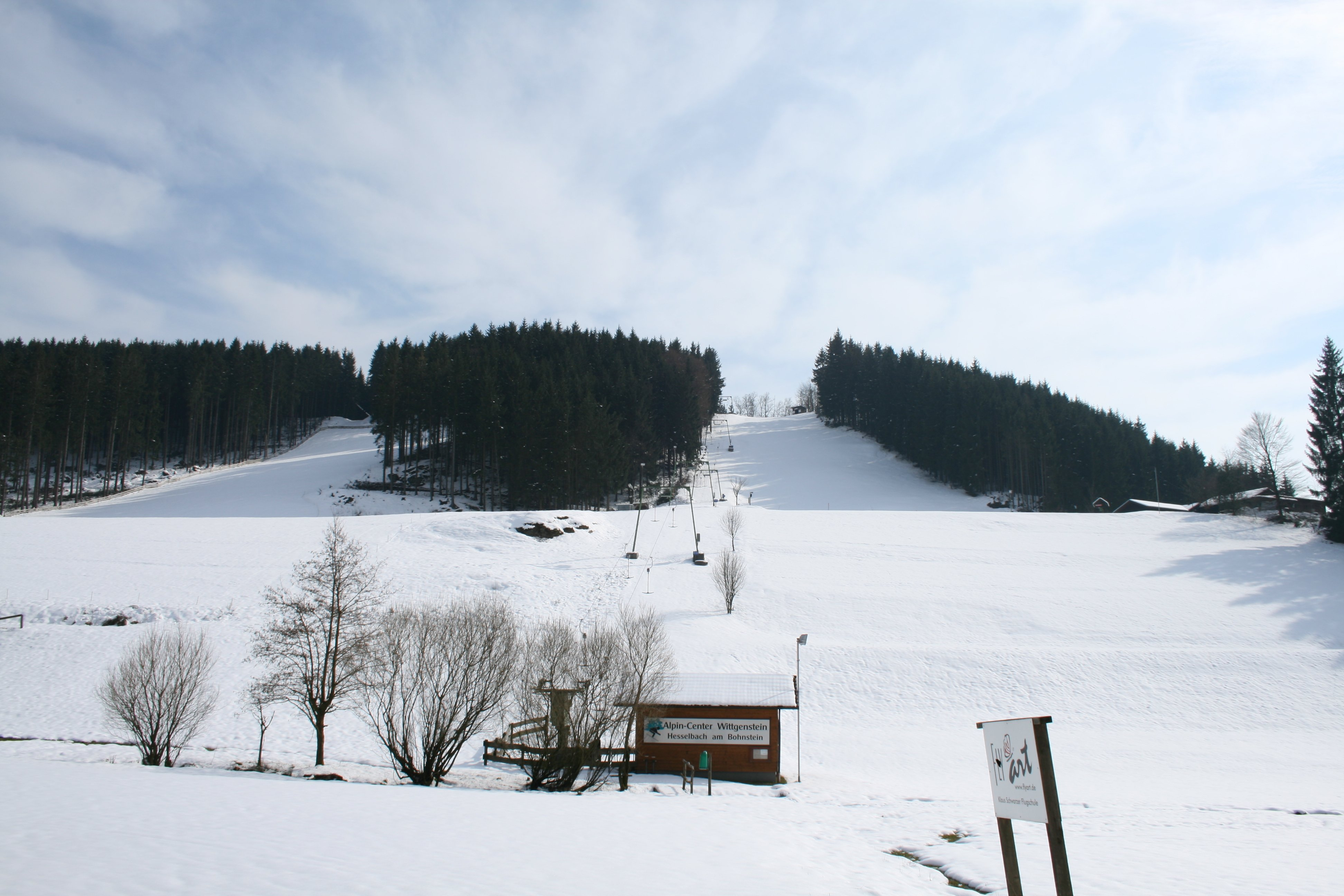
Blick auf die beiden Pisten von Norden

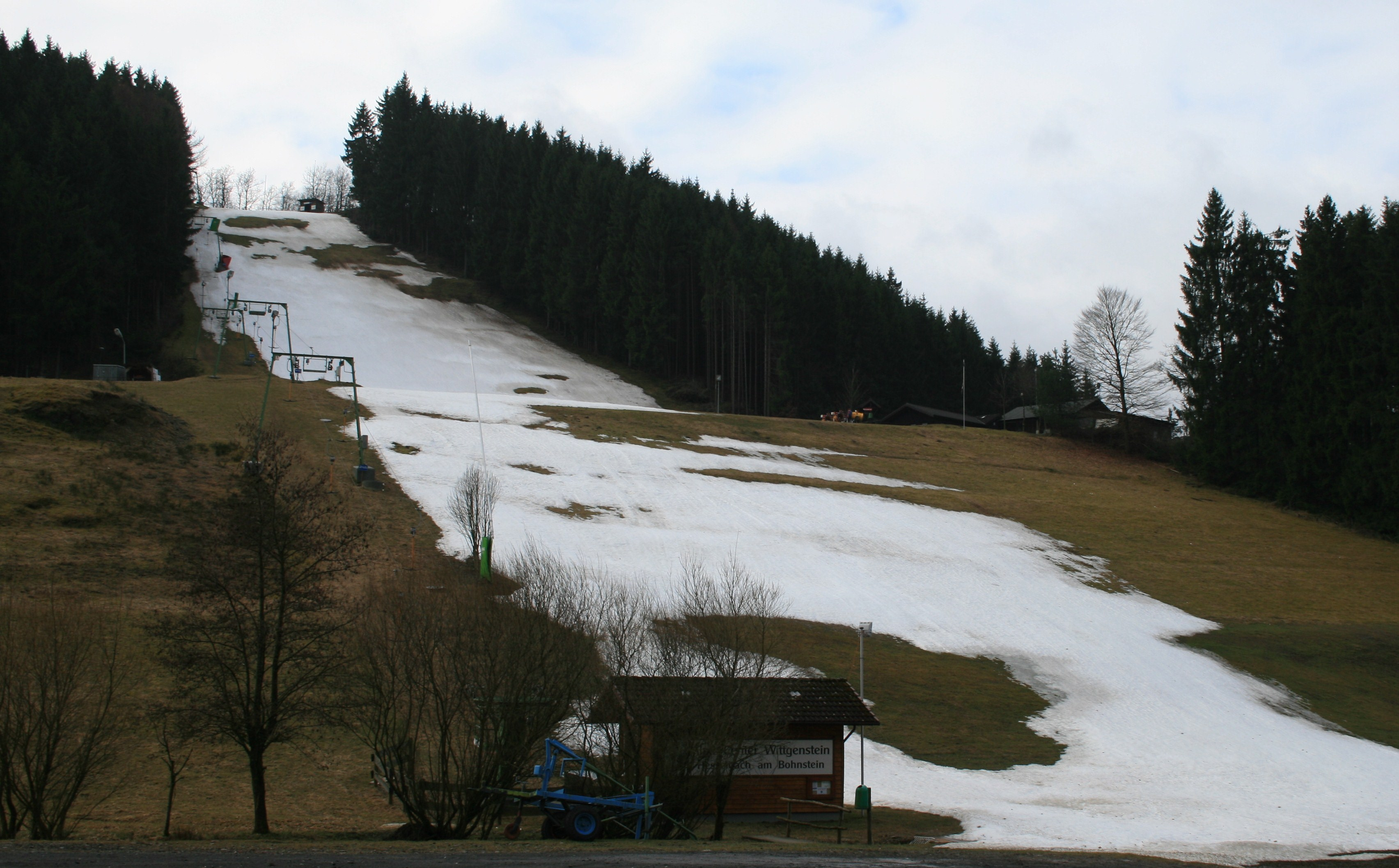
Restlicher Schnee nach der Saison 2008/2009

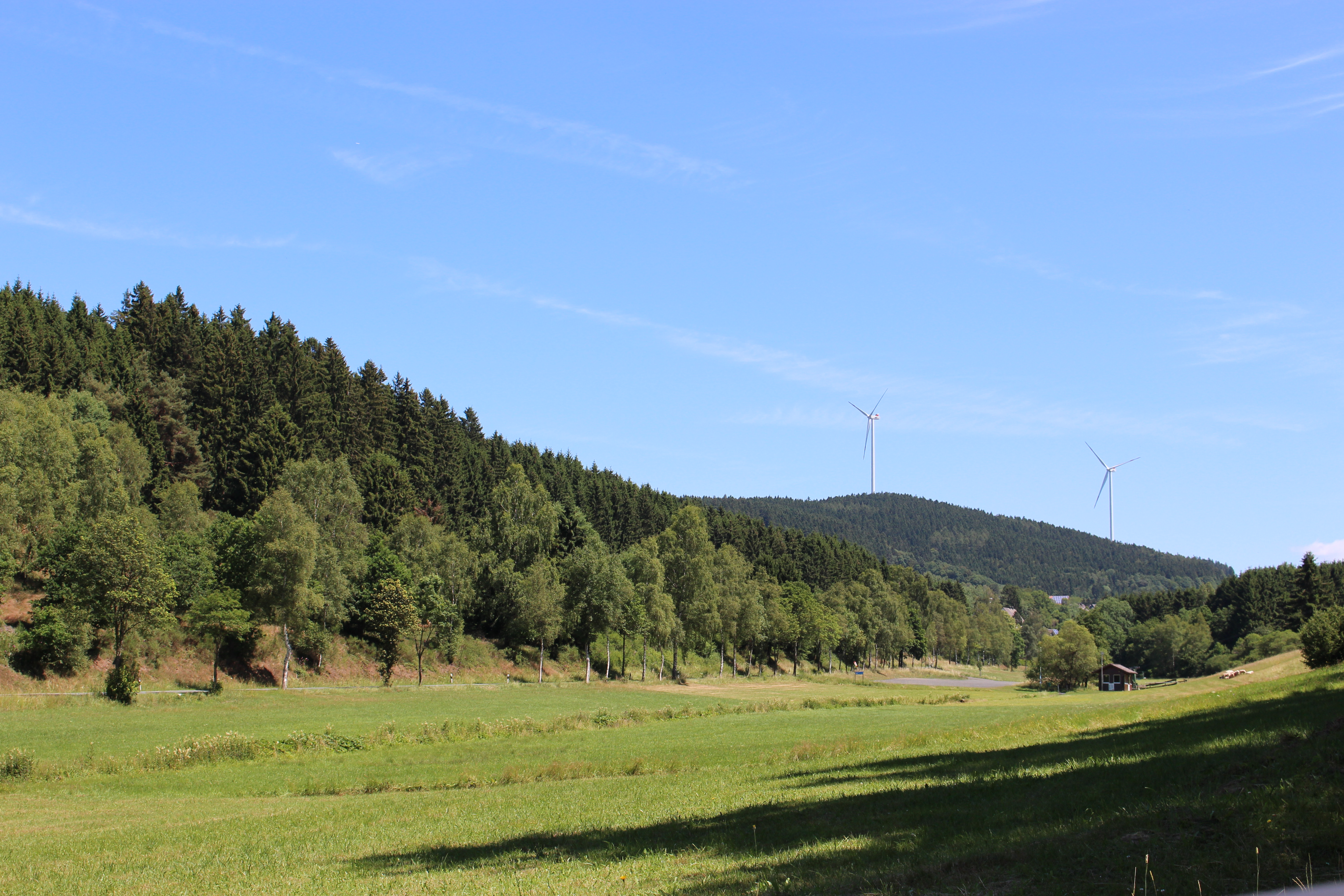
Unterer Hangbereich mit Lifthäuschen

Das Hesselbacher Skigebiet, auch Alpincenter Wittgenstein genannt, ist ein Wintersportgebiet im Rothaargebirge bei Hesselbach im Wittgensteiner Land. Das Skigebiet wird auch Hesselbacher Gletscher genannt. Die Bezeichnung bürgerte sich ein, als bei den ersten Versuchen zur künstlichen Beschneiung häufiger eine Eisdecke produziert wurde.
Es wird vom Sportverein Oberes Banfetal e. V. vollständig auf ehrenamtlicher Basis betrieben.

## Geographische Lage
Das Skigebiet liegt 1,2 Kilometer westlich von Hesselbach und 1,2 Kilometer nördlich von Fischelbach, zwei südöstlichen Ortsteilen von Bad Laasphe. Es befindet sich auf der Nordflanke des Berges Großer Bohnstein (500,5 m ü. NHN). An der Kreisstraße 36 (Hesselbacher Straße) liegt bei der Talstation der Parkplatz Hesselbacher Gletscher.

## Geschichte
Die Geschichte des Skigebietes begann 1967 mit dem Kauf eines tragbaren Liftes und dem Anlegen des ersten Skihanges im Jahr 1971. Eine Skihütte wurde 1982 eingeweiht und die erste Schneekanone 1983 aufgestellt. Ein weiterer Skihang wurde 1996 durch Waldrodung hergestellt. Mit einem Ankerlift wurde 2002 eine Förderkapazität von 900 Personen pro Stunde geschaffen. Weitere Schneekanonen wurden vor allem in den 2000er Jahren angeschafft. Mit Stand Februar 2017 waren elf Schneekanonen vorhanden.

## Beschreibung
Im Skigebiet sind ein Ankerlift und eine beschneite Skipiste mit einer Flutlichtanlage sowie seit 2000 ein neuerer Hang ohne Beleuchtung und Beschneiung vorhanden. Des Weiteren wurde ein früherer Schlepplift wiederhergerichtet und eine kleine Übungspiste für Anfänger geschaffen. Ehrenamtliche Helfer des Sportvereins Oberes Banfetal e. V. übernehmen den Lift- und Hüttendienst. Die Hänge sind jeweils etwa 400 Meter lang. Der gesamte westliche Hang wird bei mangelnder Schneebasis mit Schneekanonen beschneit. Dazu wird Wasser aus der Hesselbach entnommen. Auf der mittleren Ebene existiert eine Skihütte.

## Veranstaltungen
In dem Skigebiet gibt es eine kostenfreie Skischule. In den Saisons 2013/2014 und 2014/2015 erlernten insgesamt über 100 Kinder das Skifahren auf diesen Hang, in der Saison 2016/2017 waren es circa 70. Für junge Skisportler werden Skirennen wie der „Reifen-Ritter-Cup“ durchgeführt. Die Polizei veranstaltet jährlich eine „Polizeimeisterschaft“. Zu dieser sind alle Angestellte und Beamte der Polizei des Landes Nordrhein-Westfalen teilnahmeberechtigt.

## Gleitschirmfliegen

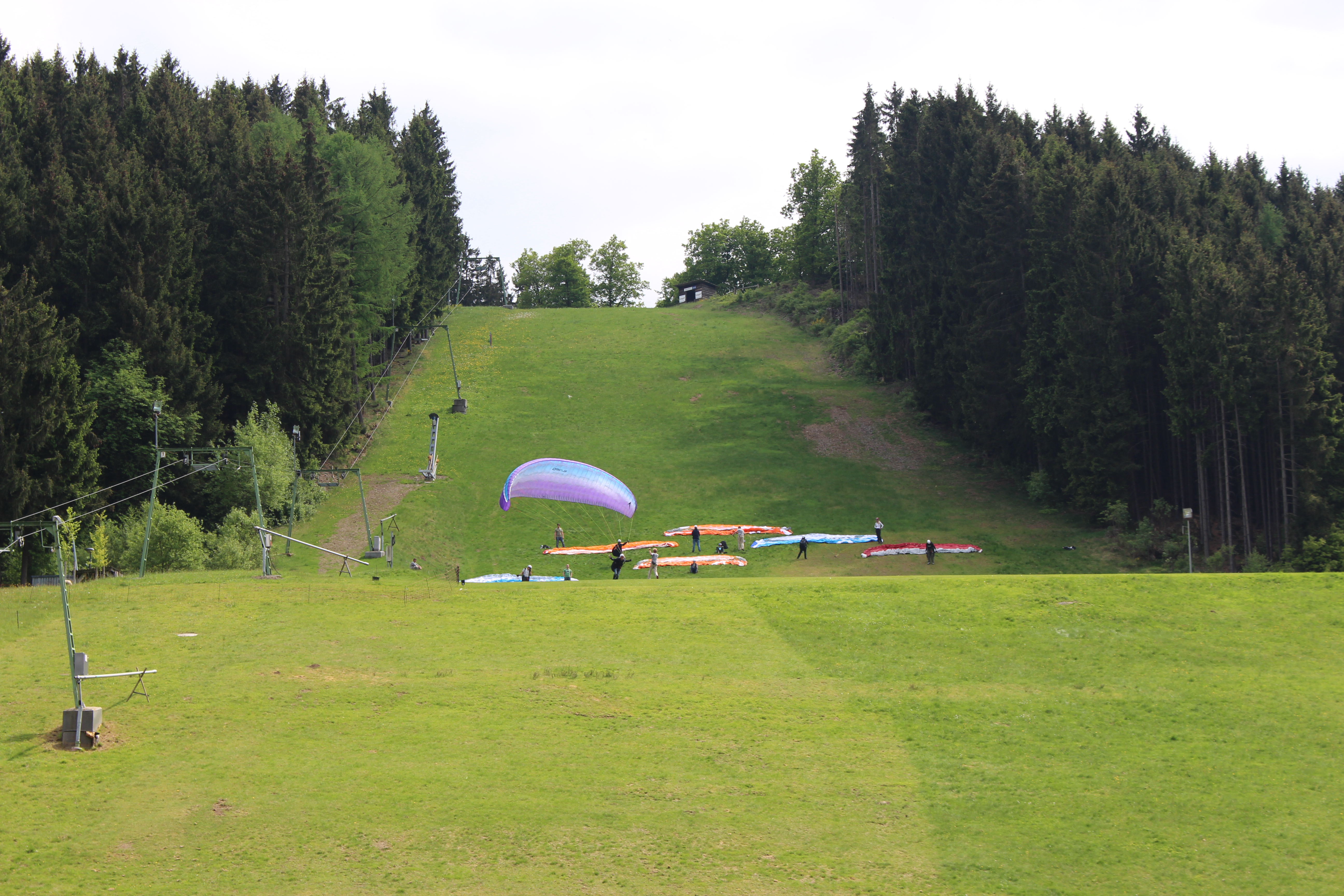
Gleitschirmflieger in der Ausbildung

In der warmen Jahreszeit nutzt die Flugschule FlyART den Haupthang des Skigebietes wegen des starken Gefälles zum Gleitschirmfliegen.